# Ann Allen Shockley
Ann Allen Shockley (Louisville, 21 de junio de 1927) es una periodista, editora y autora estadounidense, especializada en temas de amor lésbico interracial. Su obra está centrada en la difícil situación de las lesbianas negras, que viven bajo la triple opresión del racismo, el sexismo y la homofobia. También ha alentado a las bibliotecas a poner especial énfasis en las colecciones de autoras y autores afroamericanos.

## Trayectoria
Shockley nació en 1927 en Louisville en el condado de Kentucky. Se le animó a leer y escribir creativamente a una edad temprana. Estuvo influenciada por la forma de cuento de Richard Wright en Los hijos del tío Tom. Su maestra de octavo grado, Harriet La Forest, fue la primera mentora de Shockley teniendo una gran influencia en su escritura.
Comenzó a escribir en la escuela secundaria, donde trabajó como editora del periódico de su escuela. Durante sus estudios universitarios trabajó como periodista y columnista para varios periódicos. Se graduó con una licenciatura de la Universidad Fisk en 1948. Recibió su maestría en biblioteconomía de la Universidad Case Western Reserve en 1959.
Se casó con William Shockley en 1948 y tuvo dos hijos, William Leslie Jr. y Tamara Ann. La pareja se divorció aunque Shockley mantuvo el apellido de su exmarido.
Shockley trabajó como bibliotecaria en Delaware State College y en la Universidad de Maryland Eastern Shore, antes de trabajar para la Special Negro Collection en la Universidad Fisk en 1969. Fue profesora de biblioteconomía, archivera universitaria y bibliotecaria asociada para colecciones especiales en la universidad y fundó el Black Oral History Program hasta su jubilación en 1988. Publicó varios libros sobre biblioteconomía y colecciones afroamericanas. Su Handbook for the Administration of Special Black Collections, una rica colección de recursos y actividades, se utilizó para cuatro programas de formación en biblioteconomía de estudios negros organizados por Fisk en 1970, 1971, 1972 y 1974.
Fue una destacada crítica literaria y teórica feminista. Escribió numerosos artículos sobre la literatura de la época, especialmente en los círculos feministas negros. Comprendió el potencial de la biblioteconomía como herramienta para promover la justicia racial. No sólo utilizó sus conocimientos, compartidos a través de sus escritos, enseñanzas y conferencias, sino que su trayectoria profesional sirve de ejemplo para los bibliotecarios posteriores para cuestionar las suposiciones sobre la historia y los logros de los negros. Al rechazar la creencia de que la biblioteca es una institución neutral y apolítica, reconoció el poder y el potencial de las colecciones de las bibliotecas para cuestionar la validez de los estereotipos.
Su novela Loving Her, fue galardonada con el premio Lee Lynch Classics, publicada en 1974 y reeditada en 2014. El premio le fue concedido en 2019 como parte de la decimoquinta edición de los Premios Literarios Goldie anuales celebrada por la única organización literaria lésbica de los Estados Unidos, la Golden Crown Literary Society (GCLS).

## Temas de su escritura de ficción

### Racismo, homofobia y sexismo
En la mayoría de sus escritos, Shockey explora el racismo contemporáneo y las luchas cotidianas de ser afroamericano. A menudo escribe sobre mujeres LBT que forman parte de la comunidad afroamericana y se enfrentan a una triple opresión. Al escribir sobre estos temas, Shockley espera que la gente de la comunidad afroamericana se dé cuenta de sus similitudes y diferencias.
Su primera novela, Loving Her, fue la primera de su género en validar el amor lésbico interracial. También fue la primera novela que utilizó una protagonista afroamericana y lesbiana. A través de su personaje Renay, que deja a su marido maltratador por una mujer blanca y rica, explora cómo es ser afroamericana, mujer y homosexual en la América del siglo XX. En su colección de cuentos, The Black and White of It, Shockley también presenta a una lesbiana afroamericana como personaje principal, utilizando mujeres exitosas que son profesionales y fuertes por naturaleza que se enfrentan a su sexualidad. En "Play It but Don't Say it", Shockley sitúa a una congresista como protagonista y en "Holly Craft Is't Gay", el personaje, una cantante de éxito, llega incluso a intentar tener un hijo para parecer heterosexual. Say Jesus and Come to Me trabaja para confrontar también la homofobia, de la iglesia, un tema aún no explorado en Loving Her or The Black and White of It. Los ensayos, como su sección en Home Girls: A Black Feminist Anthology, antología editada por Barbara Smith, también abordan estos mismos problemas que giran en torno a la sexualidad en la comunidad afroamericana.
Celebrating Hotchclaw se fija en los Colegios Históricos Negros para explorar las relaciones de poder y los conflictos en el seno de las comunidades negras, especialmente en relación con las dificultades económicas y la corrupción.

## Recepción
The Black and White of It (1980), recibió una buena respuesta de la crítica, así como su colección de cuentos Say Jesus and Come to Me (1982). Se decía que Say Jesus and Come to Me en particular presentaba y reconocía a un personaje que normalmente carece de representación. Apareció en la lista de los más vendidos de Christopher Street aunque fue criticada por su estilo de escritura y la falta de estructura en las historias. Los cuentos se centran en el personaje de Reverend Black, una lesbiana de cuarenta años que intenta ocultar su orientación sexual. Afirmó que su intención era arrojar luz sobre la hipocresía de la iglesia de culpabilizar a los homosexuales al tiempo que participa en todos los demás actos considerados pecados.
Aunque reconocidas por autores como Alice Walker, que elogió Loving Her en su reseña de la novela en 1974 así como por Nellie McKay y Rita B. Dandridge, que reconocieron la valía de la escritora, las novelas y relatos de Shockley han sido a menudo ignoradas por el gran público. La autora atribuye esta falta de reconocimiento a los temas. Las obras que abordaban temas lésbicos eran escasas en esos años, ya que la mayoría de los editores no estaban interesados y los escritores tenían demasiado miedo para presionar para que se publicaran, ya que era admitir su propia sexualidad.

## Obra

### Columnista
De julio de 1945 a marzo de 1954, Shockley trabajó como columnista de prensa independiente. Tiene documentadas varias columnas periodísticas en Louisville Defender, Fisk University Herald, Federalsburg [MD] Times y Bridgeville [DE] News centradas principalmente en temas afroamericanos y LGBT. Sus escritos pueden encontrarse en Mostly Teen Talk, Duffy's Corner y Ebony's Topics.

### Relatos breves
A través de estos relatos, centrados en temas relacionados con el lesbianismo, ser afroamericano y ser mujer, Shockley arroja luz sobre las condiciones en las que viven estas personas y el impacto que estas condiciones tienen en sus vidas.  Estos cuentos incluyen "Holly Craft Isn't Gay" (1980), "A Meeting of Sapphic Daughters" (primavera de 1979), que se puede encontrar en The Black and White of It (1980), así como "The Eternal Triangle". " (1948), "The Curse of Kapa" (1951) y "Monday Will Be Better" (1964), publicados en varios medios como Afro-American [Baltimore] y Negro Digest. La mayoría de los cuentos de Shockley fueron controvertidos en su época.

### No ficción
- A History of Public Library Services to Negroes in the South, 1900–1955 (1960)
- A Handbook for the Administration of Special Black Collections (1970)
- Living Black American Authors: A Biographical Directory (comp. and ed. con Sue P. Chandler) (1973)[1]
- A Handbook of Black Librarianship (comp. and ed., con E. J. Josey) (1977)
- "The Black Lesbian in American Literature: An Overview", Home Girls: A Black Feminist Anthology (editado por Barbara Smith)(1983)[13]
- Afro-American Women Writers, 1746–1933: An Anthology and Critical Guide (1988)

### Ficción
- Not to Be Alone (novela inédita) (1950b)[1]
- A World of Lonely Strangers (novela inédita) (1950b)[1]
- Loving Her (1974)
- The Black and White of It (1980)
- Say Jesus and Come to Me (1982)
- Celebrating Hotchclaw (2005)